# 头克汗
头克汗（?—1718年），又称迪亚夫卡，哈萨克汗国大可汗。在1652年，额什木汗之子揚吉爾汗死后，他降低蘇丹（王子）的权力，提高了巴图鲁与贝伊权力，实行集权。他是最后一位统一的哈萨克可汗。
他统治时期，准噶尔的噶尔丹常出兵哈萨克（1687年策妄阿拉布坦取突厥斯坦、1711-1712、1714、1718年多次发兵）。他这时统一三玉兹，1692年他也派使者到俄国皇帝彼得一世那里联络。18世纪初基本统一哈萨克汗国，对准部也抵御成功。他任命大玉兹乌孙部托列比编制七部法典，他统治末期汗国再次分裂，哈萨克人從此迸入大災難年代。